# Munidopsis barrerai
Munidopsis barrerai is een tienpotigensoort uit de familie van de Munidopsidae. De wetenschappelijke naam van de soort is voor het eerst geldig gepubliceerd in 1964 door Bahamonde.